# Eleição municipal de Arapiraca em 2008
A eleição municipal da cidade brasileira de Arapiraca em 2008 ocorreu no dia 05 de outubro de 2008, como parte do conjunto de eleições municipais no Brasil que ocorreram no mesmo ano. Na ocasião, foram eleitos um prefeito, vice-prefeito e 13 vereadores para a Câmara Municipal da cidade.
A campanha eleitoral contou com a participação de 3 candidatos a prefeito. O prefeito em exercício, Luciano Barbosa, do PMDB, concorreu a reeleição e foi reeleito com 81.144 votos (91,07% dos votos válidos), seguido de Lucivan Silva, do PRB, que obteve 4.404 votos (4,94%).
Na Câmara dos Vereadores, 93 candidatos concorreram ao pleito e 13 foram eleitos. Dentre os vereadores eleitos, 5 foram reeleitos. O PMDB foi o partido que conquistou o maior número de assentos, com 7 eleitos. Daniel Rocha foi o candidato mais votado, recebendo 5.172 votos (5,98% dos votos validos).  Os candidatos eleitos tomaram posse na Prefeitura de Arapiraca em 1 de janeiro de 2009 para exercerem um mandato de quatro anos.

## Candidaturas para a prefeitura
| Nº      | Prefeito(a)  | Prefeito(a)                                   | Prefeito(a)       | Vice-prefeito(a) | Vice-prefeito(a) | Vice-prefeito(a)                                                 | Vice-prefeito(a)  | Coligação Partido(s)                                                                |
| Nº      | Candidato(a) | Candidato(a)                                  | Partido Federação | Candidato(a)     | Candidato(a)     | Candidato(a)                                                     | Partido Federação | Coligação Partido(s)                                                                |
| ------- | ------------ | --------------------------------------------- | ----------------- | ---------------- | ---------------- | ---------------------------------------------------------------- | ----------------- | ----------------------------------------------------------------------------------- |
| 10      |              | Lucivan Silva Lucivan Dos Santos Silva        | PRB               |                  |                  | Josa Josivaldo Batista De Jesus                                  | PRB               | Sem coligação                                                                       |
| 15      |              | Luciano Barbosa José Luciano Barbosa Da Silva | PMDB              |                  |                  | Rogério Teófilo Rogério Auto Teófilo                             | PPS               | Arapiraca Orgulho de Todos PCdoB PMN PTB PMDB PRP PTdoB PT PSC PSDB PP PTN PRTB PPS |
| 43      |              | Pastor Galdino Ivan Galdino Da Silva          | PV                |                  |                  | Dr. Jorge da Farmacia Filho Claujeanderson Cavalcante Dos Santos | PR                | Arapiraca Livre PR PV                                                               |
| Fontes: |              |                                               |                   |                  |                  |                                                                  |                   |                                                                                     |

## Candidatos à vereança
| Coligação                                      | Partido | Partido | Candidaturas |
| ---------------------------------------------- | ------- | ------- | ------------ |
| Pmdb-Psdb-Pmn (25 candidatos)                  |         | PMDB    | 18           |
| Pmdb-Psdb-Pmn (25 candidatos)                  |         | PSDB    | 6            |
| Pmdb-Psdb-Pmn (25 candidatos)                  |         | PMN     | 1            |
| Arapiraca Orgulho de Todos Nos (20 candidatos) |         | PTdoB   | 8            |
| Arapiraca Orgulho de Todos Nos (20 candidatos) |         | PSC     | 6            |
| Arapiraca Orgulho de Todos Nos (20 candidatos) |         | PTB     | 5            |
| Arapiraca Orgulho de Todos Nos (20 candidatos) |         | PPS     | 1            |
| Unidos Por Arapiraca (20 candidatos)           |         | PRP     | 13           |
| Unidos Por Arapiraca (20 candidatos)           |         | PTN     | 7            |
| Compromisso E Acao (19 candidatos)             |         | PRTB    | 9            |
| Compromisso E Acao (19 candidatos)             |         | PT      | 7            |
| Compromisso E Acao (19 candidatos)             |         | PCdoB   | 3            |
| Arapiraca Livre (8 candidatos)                 |         | PV      | 6            |
| Arapiraca Livre (8 candidatos)                 |         | PR      | 2            |
| Sem coligação                                  |         | PRB     | 1            |
| Fontes:                                        |         |         |              |

## Resultados da eleição

### Prefeito
| Candidato(a) a prefeito  | Candidato(a) a prefeito  | Candidato(a) a vice-prefeito    | Primeiro turno 05 de outubro de 2008 | Primeiro turno 05 de outubro de 2008 |
| Candidato(a) a prefeito  | Candidato(a) a prefeito  | Candidato(a) a vice-prefeito    | Total                                | Percentagem                          |
| ------------------------ | ------------------------ | ------------------------------- | ------------------------------------ | ------------------------------------ |
|                          | Luciano Barbosa (PMDB)   | Rogério Teófilo (PPS)           | 81.144                               | 91,07%                               |
|                          | Lucivan (PRB)            | Josa (PRB)                      | 4.404                                | 4,94%                                |
|                          | Pastor Galdino (PV)      | Dr Jorge Da Farmacia Filho (PR) | 3.556                                | 3,99%                                |
| Total de votos válidos   | Total de votos válidos   | Total de votos válidos          | 89.104                               | 89.104                               |
| Votos apurados           |                          |                                 |                                      |                                      |
| Votos válidos            | Votos válidos            | Votos válidos                   | 89.104                               | 88,24%                               |
| Votos em branco          | Votos em branco          | Votos em branco                 | 4.380                                | 4,34%                                |
| Votos nulos              | Votos nulos              | Votos nulos                     | 7.491                                | 7,42%                                |
| Total de votos apurados  | Total de votos apurados  | Total de votos apurados         | 100.975                              | 100.975                              |
| Eleitores                |                          |                                 |                                      |                                      |
| Comparecimentos          | Comparecimentos          | Comparecimentos                 | 100.975                              | 84,8%                                |
| Abstenções               | Abstenções               | Abstenções                      | 18.103                               | 15,2%                                |
| Total de eleitores aptos | Total de eleitores aptos | Total de eleitores aptos        | 119.078                              | 119.078                              |
| Total de seções: 323     |                          |                                 |                                      |                                      |
| Fontes:                  |                          |                                 |                                      |                                      |

### Composição da Câmara Municipal
|                          |                          |                 |                 |          |         |
| Nº                       | Partido                  | Votos populares | Votos populares | Assentos | ±       |
| Nº                       | Partido                  | Votos           | %               | Assentos | ±       |
| 15                       | PMDB                     | 37.795          | 40,43%          | 7        | 6       |
| 44                       | PRP                      | 15.050          | 16,1%           | 2        | 2       |
| 28                       | PRTB                     | 7.302           | 7,81%           | 1        | 1       |
| 70                       | PTdoB                    | 6.838           | 7,31%           | 1        | 1       |
| 14                       | PTB                      | 5.839           | 6,25%           | 1        | 2       |
| 19                       | PTN                      | 5.183           | 5,54%           | 1        | Estável |
| 45                       | PSDB                     | 5.994           | 6,41%           | 0        | 1       |
| 20                       | PSC                      | 3.384           | 3,62%           | 0        | -       |
| 13                       | PT                       | 3.020           | 3,23%           | 0        | -       |
| 33                       | PMN                      | 1.143           | 1,22%           | 0        | 4       |
| 10                       | PRB                      | 660             | 0,71%           | 0        | -       |
| 43                       | PV                       | 504             | 0,54%           | 0        | -       |
| 22                       | PR                       | 331             | 0,35%           | 0        | -       |
| 65                       | PCdoB                    | 235             | 0,25%           | 0        | -       |
| 23                       | PPS                      | 215             | 0,23%           | 0        | -       |
| Total de votos válidos   | Total de votos válidos   | 93.493          | 93.493          | 13       | 13      |
| Votos apurados           |                          |                 |                 | 13       | 13      |
| Total de votos válidos   | Total de votos válidos   | 93.493          | 92,59%          | 13       | 13      |
| Votos em branco          | Votos em branco          | 3.065           | 3,04%           | 13       | 13      |
| Votos nulos              | Votos nulos              | 4.417           | 4,37%           | 13       | 13      |
| Total de votos apurados  | Total de votos apurados  | 100.975         | 100.975         | 13       | 13      |
| Eleitores                |                          |                 |                 | 13       | 13      |
| Comparecimentos          | Comparecimentos          | 100.975         | 84,8%           | 13       | 13      |
| Abstenções               | Abstenções               | 18.103          | 15,2%           | 13       | 13      |
| Total de eleitores aptos | Total de eleitores aptos | 119.078         | 119.078         | 13       | 13      |
| Fontes:                  |                          |                 |                 |          |         |

### Vereadores eleitos
| Candidato(a) | Candidato(a)         | Partido | Votos | Votos       | Cidade de origem    | Unidade federativa/País |
| Candidato(a) | Candidato(a)         | Partido | Total | Percentagem | Cidade de origem    | Unidade federativa/País |
| ------------ | -------------------- | ------- | ----- | ----------- | ------------------- | ----------------------- |
|              | Daniel Rocha         | PTB     | 5.172 | 5,98%       | São Paulo           | São Paulo               |
|              | Rogério Nezinho      | PMDB    | 3.428 | 3,97%       | Arapiraca           | Alagoas                 |
|              | Tarcizo Freire       | PMDB    | 3.307 | 3,83%       | Caruaru             | Pernambuco              |
|              | Severino Pessoa      | PTdoB   | 3.202 | 3,7%        | Arapiraca           | Alagoas                 |
|              | Sargento Moises      | PMDB    | 3.164 | 3,66%       | Arapiraca           | Alagoas                 |
|              | Gilvania Barros      | PMDB    | 3.012 | 3,48%       | Girau de Ponciano   | Alagoas                 |
|              | Adalberto            | PMDB    | 2.892 | 3,35%       | Arapiraca           | Alagoas                 |
|              | João Do Sindicato    | PMDB    | 2.881 | 3,33%       | Olho D Agua Grande  | Alagoas                 |
|              | Josias               | PMDB    | 2.872 | 3,32%       | Arapiraca           | Alagoas                 |
|              | Professora Graça     | PTN     | 2.501 | 2,89%       | Taquarana           | Alagoas                 |
|              | Dr. Clarindo         | PRP     | 2.173 | 2,51%       | Palmeira dos Índios | Alagoas                 |
|              | Dr. Robério Delegado | PRP     | 2.077 | 2,4%        | Maceió              | Alagoas                 |
|              | Dorge Do Queijo      | PRTB    | 1.912 | 2,21%       | Igaci               | Alagoas                 |
| Fontes:      |                      |         |       |             |                     |                         |